# آبشار کایراک
آبشار کایراک (به قزاقی: Kairak falls) یک آبشار در قزاقستان است که در پارک ملی ایل-آلاتائو واقع شده‌است.